# Міхалкі (Бродницький повіт)
Міхалкі (пол. Michałki) — село в Польщі, у гміні Сведзебня Бродницького повіту Куявсько-Поморського воєводства.
Населення — 243 особи (2011).
У 1975-1998 роках село належало до Торунського воєводства.

## Демографія
Демографічна структура станом на 31 березня 2011 року:
|          | Загалом | Допрацездатний вік | Працездатний вік | Постпрацездатний вік |
| -------- | ------- | ------------------ | ---------------- | -------------------- |
| Чоловіки | 127     | 34                 | 81               | 12                   |
| Жінки    | 116     | 32                 | 62               | 22                   |
| Разом    | 243     | 66                 | 143              | 34                   |